# Simiulus arius
Simiulus arius är en mångfotingart som först beskrevs av Chamberlin 1918.  Simiulus arius ingår i släktet Simiulus och familjen Parajulidae. Inga underarter finns listade i Catalogue of Life.